# Catherine Diran
Catherine Diran est une auteure-compositrice-interprète et écrivain, scénariste et réalisatrice française, membre du groupe pop Lilicub formé avec Benoît Carré et Philippe Zavriew en 1996.

## Biographie
Nommé aux victoires de la musique en tant que révélation de l'année, Lilicub, avec la chanson Voyage en Italie, entraînera Catherine, Benoît et Philippe, au gré des concerts, aux quatre coins du monde. Ils noueront alors des relations privilégiées avec des musiciens d'autres contrées, avec lesquels ils concrétiseront plusieurs projets.         

En 2007, Catherine Diran publie au Masque son premier roman : Kill Parade. Elle commencera alors, parallèlement à sa carrière musicale, une vie d'écrivain. En 2010, elle devient scénariste et écrit plusieurs séries pour Canal+.       

En 2012, elle réalise, avec Maria Boulos et Stéphane Allégret, le film Sutra, premier volet d'une trilogie sur l'exil. Sutra traite de la condition féminine au Liban et de l'obligation pour la femme, au sein des différentes communautés, de se marier, seul élément à lui donner une vraie légitimité.  Le film, sélectionné et visionné au Festival international du film de Beyrouth, fera polémique[pourquoi ?]. il sera néanmoins diffusé sur la chaîne télévisée OTV et au Moyen-Orient.       

Le second volet de la trilogie, traitant de l'épilepsie, est un film de 90 min (en cours de préparation[évasif]) où Catherine met en scène de façon douce-amère son propre rapport au monde, coloré par le fait d'être épileptique. Ce film procède également de son engagement dans la meilleure reconnaissance des épilepsies, étant elle-même touchée, en témoignant à visage découvert, de cette maladie qui fait encore peur et dont ne témoignent trop souvent que les morts… Molière, Byron, Flaubert, Agatha Christie et Fédor Dostoïevski et bien d'autres[réf. nécessaire].

En 2014, est sorti son nouvel album Marie-Claire, réalisé avec  François Pachet (compositeur et chercheur) et Jean-Christophe Urbain (Les Innocents).
Atteinte d'épilepsie depuis de nombreuses d'années, elle est en 2017 la marraine d'une cyclosportive  qui se déroule à l'Isle Jourdain, dans le Gers.

## Discographie
- 1996 : Voyage en Italie
- 1997 : A Tribute to Antônio Carlos Jobim

- 1998 : La grande Vacance
- 1999 : La douce vie
- 2000 : À la nouvelle vague
- 2001 : Tribute to Polnareff
- 2001 : Zoom
- 2002 : Boby Tutti-Frutti - L'hommage délicieux à Bobby Lapointe
- 2003 : L'Humeur Vagabonde : Hommage à Jeanne Moreau
- 2008 : Papa a fait Mai 68
- 2014 : Marie Claire

## Filmographie
- 2013 : Sutra (avec Maria Boulos, Ralf Kalache, Maria Magdalena El Khazen, Marc Boulos)
- 2019 : Trouble, fiction documentaire